# Амберавто А5
Амберавто А5 — электромобиль, представляющий собой адаптированную для эксплуатации в условиях российского климата версию JMEV Yi. Выпускается на заводе «Автотор».

## Описание
Премьера Амберавто А5 состоялась на международной выставке «Атомэкспо-2024».
Переднеприводный Амберавто А5 оснащён электрическим синхронным двигателем с постоянными магнитами мощностью 160 л.с., крутящим моментом 225 Н⋅м и тяговой батареей на 60,2 кВт⋅ч. Запас хода составляет до 520 км по методике CLTC. 
Объём багажника составляет 410 литров.
Электромобиль имеет обогрев руля и первого ряда сидений. Приборную панель диагональю 17,78 см дополняет центральный монитор, встроенный в панель (26,16 см), с предустановленным «Яндекс Навигатором».

## Галерея

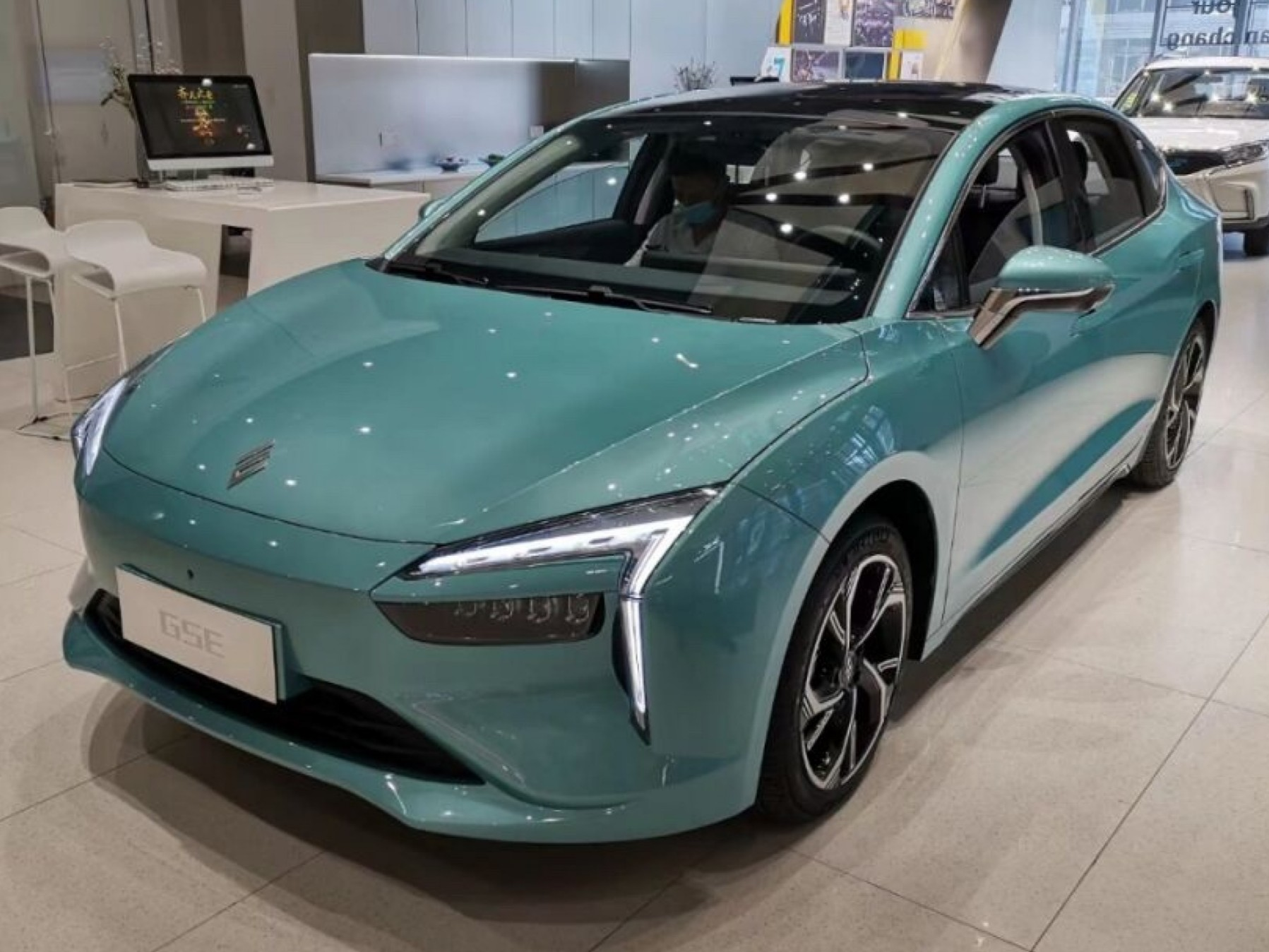
JMEV Yi вид спереди
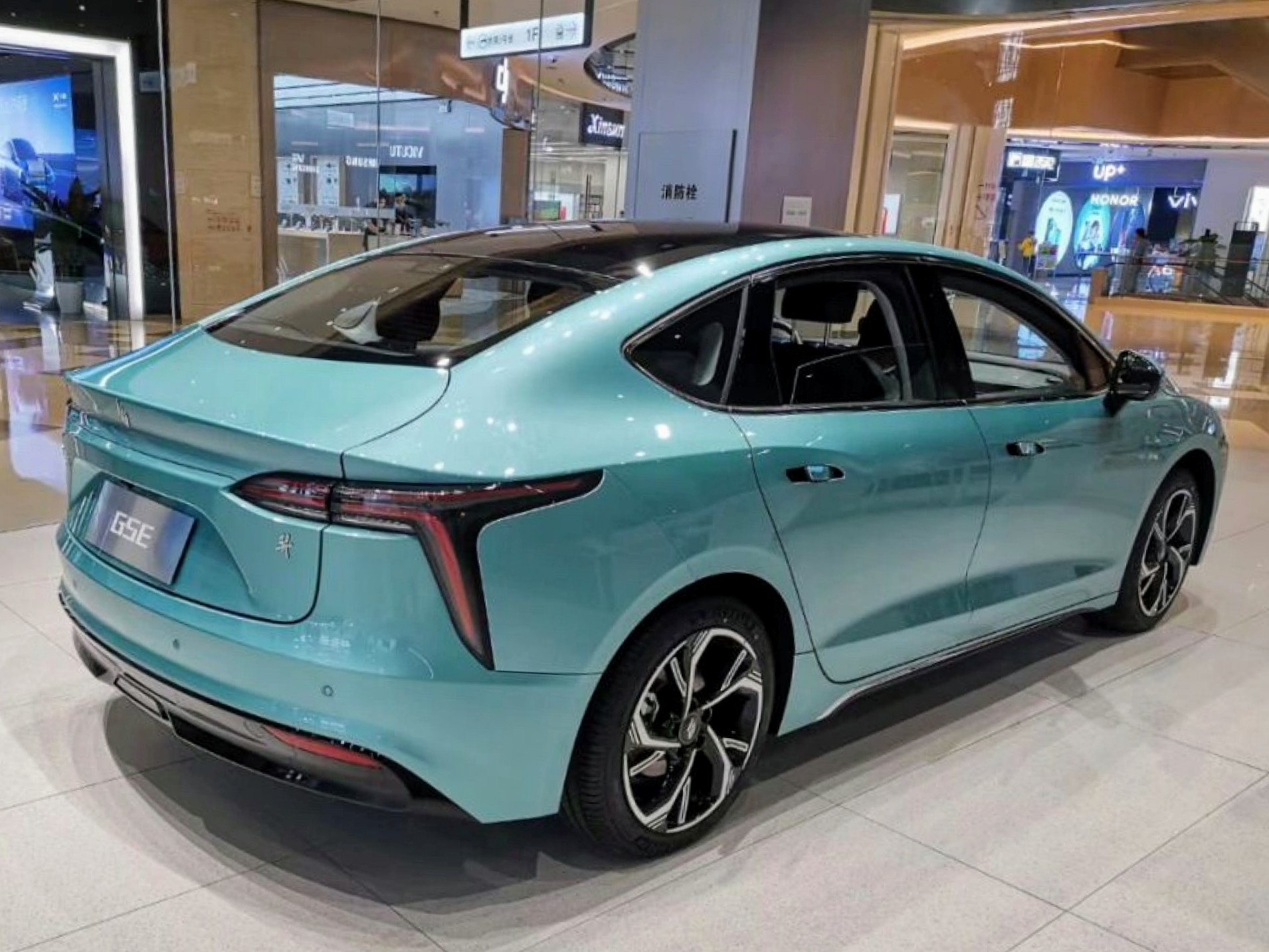
JMEV Yi вид сзади